# العلاقات السودانية الجامايكية
العلاقات السودانية الجامايكية هي العلاقات الثنائية التي تجمع بين السودان وجامايكا.

## مقارنة بين البلدين
هذه مقارنة عامة ومرجعية للدولتين:
| وجه المقارنة                                              | السودان                     | جامايكا       |
| --------------------------------------------------------- | --------------------------- | ------------- |
| المساحة (كم2)                                             | 1.89 مليون                  | 10.99 ألف     |
| عدد السكان (نسمة)                                         | 40.53 مليون                 | 2.95 مليون    |
| الكثافة السكانية (ن./كم²)                                 | 21.44                       | 268.43        |
| العاصمة                                                   | الخرطوم                     | كينغستون      |
| اللغة الرسمية                                             | اللغة العربية، لغة إنجليزية | لغة إنجليزية  |
| العملة                                                    | جنيه سوداني                 | دولار جامايكي |
| الناتج المحلي الإجمالي (بليون دولار)                      | 117.49 مليار                | 14.77 مليار   |
| الناتج المحلي الإجمالي (تعادل القوة الشرائية) بليون دولار | 176.55 مليار                | 24.79 مليار   |
| الناتج المحلي الإجمالي الاسمي للفرد دولار أمريكي          | 2.41 ألف                    | 5.23 ألف      |
| الناتج المحلي الإجمالي للفرد دولار أمريكي                 | 4.07 ألف                    | 8.88 ألف      |
| مؤشر التنمية البشرية                                      | 0.479                       | 0.719         |
| رمز المكالمات الدولي                                      | +249                        | +1876         |
| رمز الإنترنت                                              | سودان                       | .jm           |
| المنطقة الزمنية                                           | ت ع م+03:00، ت ع م+02:00    | 00            |

## منظمات دولية مشتركة
يشترك البلدان في عضوية مجموعة من المنظمات الدولية، منها:
| علم المنظمة | اسم المنظمة                                 | تاريخ انضمام السودان | تاريخ انضمام جامايكا |
| ----------- | ------------------------------------------- | -------------------- | -------------------- |
|             | الاتحاد البريدي العالمي                     | ?                    | ?                    |
|             | يونسكو                                      | 26 نوفمبر 1956       | 7 نوفمبر 1962        |
|             | البنك الدولي للإنشاء والتعمير               | 5 سبتمبر 1957        | 21 فبراير 1963       |
|             | وكالة ضمان الاستثمار متعدد الأطراف          | 7 نوفمبر 1991        | 12 أبريل 1988        |
|             | الاتحاد الدولي للاتصالات                    | 23 أكتوبر 1957       | 18 فبراير 1963       |
|             | منظمة الشرطة الجنائية الدولية               | ?                    | ?                    |
|             | مؤسسة التمويل الدولية                       | 21 أكتوبر 1960       | 31 مارس 1964         |
|             | الأمم المتحدة                               | 12 نوفمبر 1956       | 18 سبتمبر 1962       |
|             | مجموعة دول أفريقيا والكاريبي والمحيط الهادئ | ?                    | ?                    |
|             | منظمة حظر الأسلحة الكيميائية                | ?                    | ?                    |
|             | المركز الدولي لتسوية المنازعات الاستشارية   | 9 مايو 1973          | 14 أكتوبر 1966       |

## وصلات خارجية
- موقع وزارة الخارجية السودانية
- موقع وزارة الخارجية الجامايكية